# Iwan Marinow (generał)
Iwan Krystew Marinow (bułg. Иван Кръстев Маринов, ur. 6 stycznia 1896 w Sofii, zm. 18 sierpnia 1979 tamże) – bułgarski wojskowy, generał porucznik, w roku 1944 minister wojny, w latach 1944-1945 głównodowodzący armii bułgarskiej.

## Życiorys
Był synem generała Krystiu Marinowa. Jako ochotnik wziął udział w wojnach bałkańskich, służąc w 1 pułku kawalerii. W czasie I wojny światowej służył w lotnictwie. Od 1920 sympatyzował z ruchem komunistycznym. W 1930 ukończył studia w Akademii Wojskowej w Sofii.
W latach 1934–1939 działał w Związku Wojskowym, należał do grona bliskich współpracowników generała Kimona Georgiewa. W latach 1936–1939 pełnił funkcję attache wojskowego we Francji. Po powrocie do kraju objął stanowisko szefa sztabu 3 armii. W 1940 objął dowództwo 6 dywizji piechoty, a w czerwcu 1942 – 15 dywizji piechoty stacjonującej w Macedonii. W czasie pobytu w Bitoli ukrywał oficerów i żołnierzy armii włoskiej. 2 września 1944 objął stanowisko ministra wojny w rządzie Konstantina Murawiewa, ale tydzień później przyłączył się do komunistycznego zamachu stanu. Po przejęciu władzy przez komunistów objął stanowisko głównodowodzącego armii bułgarskiej. Stanowisko to sprawował do 12 lipca 1945. 24 czerwca 1945 wziął udział w Paradzie Zwycięstwa w Moskwie, wtedy też został uhonorowany Orderem Suworowa. W przeciwieństwie do innych wysokich oficerów uniknął represji komunistycznych, dzięki wsparciu Georgi Dimitrowa.
W latach 1946–1950 pełnił funkcję posła bułgarskiego w Paryżu, a następnie wykładał w Akademii Wojskowej w Sofii. W 1953 przeszedł w stan spoczynku. Od 1963 wiceprzewodniczący Stowarzyszenia Historyków Wojskowości.

## Awanse
- podporucznik (Подпоручик) (1916)
- porucznik  (Поручик) (1917)
- kapitan  (Капитан) (1923)
- major  (Майор) (1930)
- podpułkownik  (Подполковник) (1934)
- pułkownik  (Полковник) (1938)
- generał major  (Генерал-майор) (1943)
- generał porucznik (Генерал-лейтенант) (1944)

## Odznaczenia
- Order za Waleczność st. III i IV.
- Order Zasługi Wojskowej 2 stopnia
- Order Suworowa 1 stopnia
- Order Ludowej Republiki Bułgarii 1 stopnia